# Étienne de Jouy
Victor-Joseph Étienne, llamado Étienne de Jouy (Versailles, 19 de octubre de 1764-Saint-Germain-en-Laye, 4 de septiembre de 1846), dramaturgo, libretista, periodista y escritor costumbrista francés.

## Biografía
Alumno del Colegio de Orléans en Versalles, Étienne de Jouy mostró una naturaleza tan ardiente que a los dieciséis años se embarcó para Sudamérica a fin de ponerse al servicio del gobernador de la Guayana. Volvió enseguida a Francia para acabar sus estudios y fue enviado como subteniente de artillería a las Indias Orientales (1787), donde tuvo diversas aventuras que inspiraron después su teatro. Al estallar la Revolución Francesa volvió a Francia (1790). Se piensa que contribuyó a la redacción del periódico Le Paquebot (1791) antes de partir con el grado de capitán para el Ejército del Norte. Sirvió con distinción y fue nombrado ayudante del general en la toma de Furnes. Una disputa sobre Jean-Paul Marat le supuso el arresto y la condena a muerte. Se evadió y refugió en Suiza y volvió a Francia a la caída de Robespierre el 9 de Thermidor. Volvió al servicio bajo las órdenes del general Jacques-Francois Menou y gobernó la plaza de Lille, pero fue acusado de inteligencia con el enviado británico James Harris, primer conde de Malmesbury, quien se hallaba en Francia para negociar un tratado de paz. Fue encarcelado algún tiempo y, para evitar esta sospecha permanente, abandonó el servicio pretextando los achaques de sus numerosas heridas (1797).
Étienne de Jouy es conocido sobre todo como libretista de las principales óperas de comienzos del siglo XIX: hizo los libretos del Guillermo Tell de Gioachino Rossini (1829) y de La Vestale de Gaspare Spontini (1807); esta última tuvo cerca de cien representaciones y fue considerada como una de las mejores óperas francesas. Aunque escribió otros libretos, ninguno tuvo tanto éxito como estos. 
Como periodista, crítico y autor de letras para canto formó parte de la Société du Caveau y del «Déjeuner de la Fourchette». Publicó con éxito en la Gazette de France sátiras de la vida parisina o cuadros de costumbres reunidos bajo el título colectivo de L'Ermite de la Chaussée d'Antin, ou observations sur les mœurs et les usages français au commencement du XIXe siècle (1812-1814, 5 vols.) L'Ermite de la Chaussée d'Antin fue seguida por series similares: Guillaume le franc-parleur (1814-1815), L'Ermite de la Guyane (1815-1817) y L'Ermite en province (1817-1827); estos artículos fueron uno de los modelos para los artículos de costumbres del periodista español Mariano José de Larra.
Fue elegido miembro de la Academia Francesa el 11 de enero de 1815 en sustitución de Évariste Parny, pero no pudo pronunciar su discurso de recepción a causa de las circunstancias, ya que un artículo de la Biographie nouvelle des contemporains, de la que era uno de los fundadores, le supuso entonces un mes de prisión; la Academia le manifestó su simpatía cuando fue liberado, lo que enfadó al gobierno. En la Academia estuvo a favor de los clásicos y votó contra Víctor Hugo.
En 1824 su tragedia Sylla triunfó en parte gracias al genio del gran actor Talma, quien se inspiró en Napoleón para bordar el papel; alcanzó las ochenta representaciones seguidas. Bajo la Restauración, De Jouy fue un defensor constante de la libertad y, si su obra fue sin duda subestimada por sus contemporáneos, en parte lo fue por respeto a su mismo autor. Tras la Revolución de 1830 fue nombrado bibliotecario del Palacio del Louvre y murió en el Castillo de Saint-Germain-en-Laye, donde disponía de habitaciones.

## Obras
- Comment faire ?, vodevil en un acto, 1799
- La Galerie des femmes, novelas, 1799, 2 vol.
- Milton, opéra-comique en un acto, en colaboración con Michel Dieulafoy, música de Gaspare Spontini, 1804
- La Vestale, tragedia lírica en tres actos, música de Gaspare Spontini, Ópera de París, 15 de diciembre de 1807
- L'Avide héritier, comedia en 5 actos, 1807
- Le Mariage de M. Beaufils ou les Réputations d'emprunt, comedia en un acto, 1807
- La Marchande de modes, parodia de La Vestale, 1808
- L'Homme aux convenances, comedia en un acto en verso, 1808
- Fernand Cortez, ópera en 3 actos, en colaboración con Joseph-Alphonse Esménard, música de Gaspare Spontini, 1809
- Les Bayadères, ópera en 3 actos adaptada de Voltaire, música de Charles Simon Catel, representada en la ópera de Paris el 8 de agosto de 1810
- Les Amazones, ópera en 3 actos, música de Étienne Nicolas Méhul, 1811
- Les Aubergistes de qualité, ópera cómica en 3 actos, música de Charles Simon Catel, representada en la Ópera cómica el 17 de junio de 1812
- L'Hermite de la Chaussée d'Antin, ou observations sur les mœurs et les usages français au commencement du XIXe siècle, 1812-1814, 5 vols.
- Les Abencérages, ópera en tres actos, música de Luigi Cherubini, 1813
- Tippo-Saïb, tragedia, 1813
- Le Franc-Parleur, suite de l'Hermite de la Chaussée d'Antin, 1815, 2 vols.
- L'Hermite de la Guyane, 1816, 3 vols.
- Bélisaire, tragedia, 1818 (la representación fue prohibida)
- Zirphile et Fleur de Myrte ou Cent Ans en un jour, ópera de hadas en 2 actos, en colaboración con Nicolas Lefebvre, música de Charles Simon Catel, representada en la Ópéra de París en 1818
- L'Hermite en province, en colaboración, 1818 y ss., 14 vols.
- Les Hermites en prison, en colaboración con Antoine Jay, 1823, 2 vols.
- Les Hermites en liberté, en colaboración con Antoine Jay 1824, 2 vols.
- Sylla, tragedia, 1824
- Julien dans les Gaules, tragedia, 1827
- Moïse et Pharaon, ópera en cuatro actos, en colaboración con Luigi Balocchi, música de Gioachino Rossini, 1827
- Guillaume Tell, ópera en cuatro actos, en colaboración con Hippolyte-Louis-Florent Bis, música de Gioachino Rossini, representada en la Ópera de París el 3 de agosto de 1829
- Le Centenaire, roman historique et dramatique en six époques: l'ancien régime, la révolution, la république, etc., novela histórica 1833, 2 vols.
- La Conjuration d'Amboise, tragedia, 1841 (no representada)